# Дом ветеранов сцены имени А. А. Яблочкиной
Дом ветеранов сцены имени А. А. Яблочкиной — пансионат, предназначенный для проживания и полного обеспечения престарелых деятелей театров — артистов, режиссёров и др.
Здание Дома ветеранов сцены (ДВС) расположено в г. Москве в районе Измайловского парка. Дом назван в честь актрисы Александры Александровны Яблочкиной. Новый дом (по адресу: г. Москва Шоссе Энтузиастов, д. 88) построен архитекторами Г. Балбачаном, Ю. Н. Коноваловым, инженером-конструктором А. К. Давыдовой.
В Доме есть все условия для комфортного проживания — большая библиотека, телевизоры, церковь, столовая. Имеется своё небольшое кладбище.

## История
Для размещения и ухода за состарившимися театральными деятелями в 1907 году по инициативе «Общества для призрения престарелых и лишённых возможности к труду артистов» в районе Измайловского парка Москвы был построен флигель, который назвали «Убежищем для престарелых артистов Московских Императорских театров».
Здание с 1917 года переходило в ведение Собеса, с 1922 года — опять в ведение «Убежища для престарелых артистов Московских Императорских театров».
С 1935 года оно передано Всероссийскому театральному обществу. В то время в доме жило около 40 человек. Здесь проживала актриса театра Мария Роксанова, певица Большого театра Надежда Салина и др.
В 1965 году для ветеранов было построено новое здание Дома ветеранов сцены на шоссе Энтузиастов г. Москвы. Новое здание состоит из шести корпусов, связанных между собой на втором этаже крытой переходной галереей. Здание построено ремонтно-строительным управлением ВТО. Проект архитектурной мастерской № 12 Моспроекта (архитекторы Б. П. Лейбо, Г. Балбачан, Ю. Н. Коновалов, инженер-конструктор А. К. Давыдова).
При пансионате находится церковь Блаженной Матроны Московской.
В доме ветеранов сцены проводятся разнообразные культурные мероприятия. Для этого в учреждении есть концертный зал на 200 мест и сцена, 4 плана кулис, современная звуковая техника, есть комната досуга для проведения творческих встреч, чаепития и камерных концертов. В доме регулярно проводятся встречи с московскими актёрами (Эдуард Лабковский, Вивальди-оркестр, Юлия Стадлер, Михаил Швыдкой, Людмила Лядова, Ольга Красько, Александр Павлов, духовой оркестр Отряда специального назначения Москвы (ОМОН), Зоя Зелинская, Александр Голобородько и др.)
В Доме проводятся шахматные и шашечные турниры, работают секции: музыкальный, хоровой, рисования.
Проживающие в Доме имеют возможность бесплатно посещать московские театры, музеи, храмы, картинные галереи города. В ДВС работает Совет ветеранов.
Директор дома ветеранов сцены — Шматковский Владимир Фёдорович